# Rasdhoo Madivaru
Pour les articles homonymes, voir Madivaru.
Rasdhoo Madivaru est une petite île inhabitée des Maldives.

## Géographie
Rasdhoo Madivaru (ou simplement Madivaru) est située dans le centre des Maldives, au Sud-est de l'atoll Rasdu, dans la subdivision de Alif Alif.